# Liste der Kulturdenkmäler in Oberirsen
In der Liste der Kulturdenkmäler in Oberirsen sind alle Kulturdenkmäler der rheinland-pfälzischen Ortsgemeinde Oberirsen aufgelistet. Grundlage ist die Denkmalliste des Landes Rheinland-Pfalz (Stand 4. Mai 2023).

## Einzeldenkmäler
| Bezeichnung | Lage                              | Baujahr         | Beschreibung                                                                              | Bild |
| ----------- | --------------------------------- | --------------- | ----------------------------------------------------------------------------------------- | ---- |
| Quereinhaus | Marenbach, Auf der Heide 1 Lage   | 18. Jahrhundert | stattliches Fachwerk-Quereinhaus, teilweise massiv, 18. Jahrhundert                       | BW   |
| Quereinhaus | Marenbach, Im Unterdorf 2 Lage    | 19. Jahrhundert | stattliches Fachwerk-Quereinhaus, teilweise massiv, teilweise verkleidet, 19. Jahrhundert | BW   |
| Quereinhaus | Marenbach, Im Unterdorf 9 Lage    | 18. Jahrhundert | zweizoniger Wohnteil eines Fachwerk-Quereinhauses, 18. Jahrhundert                        | BW   |
| Wohnhaus    | Oberirsen, Schulstraße 12/14 Lage | um 1900         | ehemalige Schule; achtachsiger Backsteinbau, Fachwerkgiebel, um 1900                      | BW   |
| Wohnhaus    | Rimbach, Bachweg 6 Lage           |                 | im Kern barockes Fachwerkhaus                                                             | BW   |
| Quereinhaus | Rimbach, Birkenweg 2 Lage         | 19. Jahrhundert | Fachwerk-Quereinhaus, 19. Jahrhundert                                                     | BW   |
| Wohnhaus    | Rimbach, Waldweg 5 Lage           | 18. Jahrhundert | Wohnstallhaus; Fachwerkbau, teilweise massiv oder verputzt, 18. Jahrhundert               | BW   |